# Deserto de Yuma
O Deserto de Yuma é uma baixa elevação do Deserto de Sonora na Região Sul dos Estados Unidos e Norte do México, mais precisamente entre os estados de Arizona e Califórnia. Fica na Bacia de Salton. O deserto contém áreas de vegetação esparsa e é notável a presença de dunas de areia. Com uma média de chuva abaixo 20mm por ano, o deserto em dos mais inóspitos da América do Norte. A presença humana é baixa entre todo o território, a aglomeração urbana de grande porte é Yuma, no Arizona junto ao Rio Colorado e à fronteira com a Califórnia.